# NGC 1533
NGC 1533 هي مجرة محدبة ضلعية تقع في في كوكبة أبو سيف. وهي سابع ألمع عضو في مجموعة أبو سيف و على 1° من مركز المجموعة، يحيط بها قوس واسع أو حلقة من H I . تدور الحلقات حول 32 مليون فرسخ فلكي من المركز. كما هو الحال في المجرات المحدبة، فإن تكون النجوم ضعيف في NGC 1533. وباستخدام كل من تقلب سطوع السطح وطرق دالة اللمعان العنقودي، تم تقدير مسافتها في عام 2007 لتكون 19.4 ± 1.1 مليون فرسخ فلكي و 18.6 ± 2.0 مليون فرسخ فلكي على التوالي. ويعطي متوسط مسافة حوالي 19 مليون فرسخ فلكي أو 62 مليون سنة ضوئية من الأرض. في عام 1970 تم اكتشاف مستعر أعظم في NGC1533. تم اكتشاف NGC 1533 من قبل جون هيرشل في 5 ديسمبر 1834.

## ملاحظة
1. ^ بمعدل (19.4 ± 1.1, 18.6 ± 2.0) = ((19.4 + 18.6) / 2) ± ((1.12 + 2.02)0.5 / 2) = 19.0 ± 1.1

## وصلات خارجية
- NGC 1533 على موقع ويكي سكاي: DSS2, SDSS, GALEX, IRAS, Hydrogen α, X-Ray, Astrophoto, Sky Map, Articles and images